# Symplocos arechea
Symplocos arechea är en tvåhjärtbladig växtart som beskrevs av L'herit. Symplocos arechea ingår i släktet Symplocos och familjen Symplocaceae. Inga underarter finns listade i Catalogue of Life.